# Гийом дьо Грансон
Гийом дьо Грансон (на френски: Guillaume de Grandson) е бургундски благородник от Дом Грансон, рицар и кръстоносец, участник в похода на граф Aмадей VI Савойски срещу България.
Гийом дьо Грансон е син на Пиер II дьо Грансон и Бланш Савойска, дъщеря на Лудвиг I Савойски. Благодарение на чичо си по майчина линия Луи II Савойски, Грансон прави блестяща кариера в двора на граф Амадей VI, чийто фаворит става. Като братовчед на Амадей, Грансон става един от първите рицари на Ордена на огърлицата от създаването му през 1364 г. заедно с Жан дьо Виен и Аймон III. Участва в множество савойски военни експедиции в Италия (1361, 1372 – 1375) и в кръстоносния поход от 1366 – 1368).